# Німецьке математичне товариство
Німецьке математичне товариство (нім. Deutsche Mathematiker-Vereinigung; DMV) — головне професійне наукове товариство німецьких математиків, яке представляє німецьку математику в рамках Європейського математичного товариства (EMS) і Міжнародного математичного союзу (IMU).

## Історія
Німецьке математичне товариство було засновано в 1890 році на зборах Товариства німецьких вчених і лікарів, які проходили в Бремені з 15 по 20 вересня. На цих зборах виступало багато провідних математиків, зокрема, там читали лекції Кантор, Гордан, Гільберт, Кляйн, Мінковський, Штуді та Генріх Вебер.
Це було 63-тє засідання Товариства німецьких вчених і лікарів і не перше, на якому була зроблена спроба заснувати математичне товариство. У 1867 році Клебш прочитав лекцію про двійкові форми на засіданні Товариства німецьких вчених і лікарів, яке відбулося у Франкфурті-на-Майні. Він запропонував зібранню заснувати окреме математичне товариство та спеціальний журнал. Частково він був успішним, оскільки Mathematische Annalen була заснована наступного року (1868) як наслідок дискусій, які відбулися між Клебшем та приблизно 20 іншими математиками у Франкфурті-на-Майні.
Клебш продовжував наполягати на ідеї математичного товариства, яке мало підтримку, але його заснування постійно відкладалося. Коли Клебш помер у 1872 році, його роль як провідного захисника німецького математичного товариства взяв на себе Кляйн, який був учнем Клебша. Однак ця ідея зрештою стала реальністю лише після того, як Кантор зробив сильний поштовх до заснування Товариства.
Перше засідання нового Німецького математичного товариства відбулося в Галле в 1891 році на зборах, приурочених до 64-го засідання Товариства німецьких вчених і лікарів. На цьому засіданні було погоджено статут Товариства, і Кантора обрали президентом Товариства. На цій посаді він перебував до 1893 року. Цілі Товариства, як викладено в статуті, прийнятому на цій зустрічі, були:
|  | … спільно сприяти та вдосконалювати математику всіма способами, встановлювати активні зв'язки та взаємодію між її різними частинами та розрізненими публікаціями, щоб підняти її на належне їй місце в інтелектуальному житті нації, щоб запропонувати своїм представникам та учням можливість для вільного та дружнього спілкування та для обміну ідеями, навичками та надіями. |

Був створений виконавчий комітет, який мав підготуватися до щорічних зборів, організувавши повну програму, що складається, якщо можливо, з переговорів про розвиток єдиного напряму науки.
Зустріч Німецького математичного товариства в Галле в 1891 році відома ще з однієї причини. На цій зустрічі Кантор читав лекції про кардинальні числа і вперше дав доказ того, що для будь-якого кардинального числа М кардинал 2М строго більше. Його доказ використовував уже знайомий діагональний процес.
Попри гострий антагонізм, який існував між Кантором і Кронекером, Кантор запросив Кронекера виступити на цьому першому засіданні Товариства в 1891 році на знак поваги до однієї зі старших і найвидатніших фігур німецької математики. Однак Кронекер так і не виступив на зустрічі, оскільки перед зустріччю його дружина потрапила в серйозну аварію.
З року свого заснування Німецьке математичне товариство видавало річний звіт, який в основному був засобом для публікації основних оглядів у галузі чистої або прикладної математики. У 1893 році Німецьке математичне товариство запросило Гільберта зробити огляд алгебраїчної теорії чисел. Його основна доповідь на 370 сторінках була опублікована в річному звіті в 1897 році.
Кляйн був президентом у 1897, 1903 та 1908 роках. Гільберт був президентом у 1900 році, тому він обіймав цю посаду в той час, коли він виступав зі своєю знаменитою доповіддю про математичні виклики 20 століття на Міжнародному конгресі математиків у Парижі. Серед інших президентів до Другої світової війни був Вейль, який був президентом у 1932 році.
Проблеми почалися для Німецького математичного товариства в 1933 році. 30 січня 1933 року Гітлер прийшов до влади, а 7 квітня 1933 року Закон про державну службу передбачав засоби усунення єврейських викладачів з університетів і, звичайно, також усунення людей єврейського походження від інших ролей. Усі державні службовці, які не мали арійського походження (один із дідусів і бабусь єврейської релігії робив когось неарійцем), мали бути звільнені на пенсію. Німецьке математичне товариство гаряче обговорювало це питання в 1934 році, дехто вказував на те, що Товариство не могло досягти своєї мети підняти математику на належне їй місце в інтелектуальному житті нації, коли 40 % його членів були неарійцями. Проте спроби змінити статут зазнали невдачі, але в 1938 році лише особам арійського походження було дозволено бути членами Товариства, а всіх інших було вигнано.
У 1990 році Німецьке математичне товариство об'єдналося з Математичним товариством НДР.

## Сьогодення
Станом на 2025 рік товариство нараховує близько 4000 членів різних професій, від студентів до професорів, від учителів середніх шкіл до страхових директорів. Місцеві осередки товариства діють у багатьох університетах Німеччини. Окрім захисту наукових інтересів своїх членів, DMV впливає на політичні рішення щодо досліджень та освіти.
Німецьке математичне товариство має свою штаб-квартиру в Берліні. Правління складається з чинного президента, віцепрезидента, скарбника, секретаря та редактора бюлетеня DMV. Виконавча рада в основному складається з викладачів університету, усі вони працюють у DMV на громадських засадах.

## Нагороди товариства
На честь свого першого голови Георга Кантора, DMV протягом багатьох років нагороджує «Медаллю Кантора» за видатні наукові досягнення в математиці.
За видатні досягнення у прикладній математиці Міжнародний математичний союз і Німецьке математичне товариство один раз на 4 роки на Міжнародному конгресі математиків сумісно присуджують Премію Гаусса. Ця нагорода вважається найвищою у своїй галузі.
Вона отримала назву на честь німецького математика Карла Фрідріха Гаусса.
У 2020 році була створена медаль Мінковського. Її вручають за видатні наукові досягнення в математиці кожні два роки чергуючи з медаллю Георга Кантора. Нагорода вшановує пам'ять Германа Мінковського.

## Почесні члени
Особи, які зробили видатний внесок у математичну науку або Німецьке математичне товариство, можуть бути нагороджені званням почесного члена за рішенням Виконавчої ради. Для цього рішення потрібна більшість у дві третини всього Виконавчого комітету. Почесне членство діє довічно. звання почесних членів Німецького математичного товариства мають:
- Фелікс Кляйн (1924)
- Александр фон Брілль(інші мови) (1927)
- Давид Гільберт (1942)
- Лотар Геффтер(інші мови) (1952)
- Отто Гаупт(інші мови) (1987)
- Леопольд Вієторіс (1990)
- Фрідріх Гірцебрух (1992)
- Герберт Зайферт(інші мови) (1992)
- Мартін Барнер(інші мови) (1993)
- Анрі Картан (1994)
- Карл Петер Гротемеєр(інші мови) (1996)
- Мартін Гретшель(інші мови) (1998)
- Ганс Грауерт(інші мови) (2008)
- Жан-П'єр Бургіньйон(інші мови) (2017)
- Вінфрід Шарлау(інші мови) (2018)

## Голови (Президенти)
З 1995 року після зміни Статуту Німецьке математичне товариство очолює президент, до цього — голова.
- 1890–1893: Георг Кантор
- 1894: Пауль Гордан(інші мови)
- 1895: Генріх Вебер(інші мови)
- 1896: Александр фон Брілль(інші мови)
- 1897: Фелікс Кляйн
- 1898: Аурель Восс(інші мови)
- 1899: Макс Нетер
- 1900: Давид Гільберт
- 1901: Вальтер фон Дейк
- 1902: Вільгельм Франц Меєр(інші мови)
- 1903: Фелікс Кляйн
- 1904: Генріх Вебер(інші мови)
- 1905: Пауль Штекель(інші мови)
- 1906: Альфред Прінгсхайм(інші мови)
- 1907: Александр фон Брілль(інші мови)
- 1908: Фелікс Кляйн
- 1909: Мартін Краузе(інші мови)
- 1910: Фрідріх Енгель(інші мови)
- 1911: Фрідріх Шур(інші мови)
- 1912: Вальтер фон Дейк
- 1913: Карл Рон(інші мови)
- 1914: Карл Рунге
- 1915: Себастьян Фінстервальдер(інші мови)
- 1916: Людвіг Кіперт(інші мови)
- 1917: Курт Генсел
- 1918: Отто Гельдер
- 1919: Ганс фон Мангольдт(інші мови)
- 1920: Роберт Фріке
- 1921: Едмунд Ландау
- 1922: Артур Моріц Шенфліс(інші мови)
- 1923: Еріх Гекке
- 1924: Отто Блюменталь(інші мови)
- 1925: Генріх Тітце
- 1926: Ганс Ган
- 1927: Фрідріх Шиллінг(інші мови)
- 1928: Ерхард Шмідт
- 1929: Адольф Кнезер(інші мови)
- 1930: Рудольф Роте(інші мови)
- 1931: Ернст Сигізмунд Фішер(інші мови)
- 1932: Герман Вейль
- 1933: Річард Бальдус(інші мови)
- 1934: Оскар Перрон(інші мови)
- 1935: Георг Гамель(інші мови)
- 1936: Ерхард Шмідт
- 1937: Вальтер Ліцман(інші мови)
- 1938–1945: Вільгельм Зюсс(інші мови)
- 1946: Курт Райдемайстер
- 1948–1952: Еріх Камке(інші мови)
- 1953, 1955: Георг Небелінг(інші мови)
- 1954: Гельмут Кнезер(інші мови)
- 1956: Карл Генріх Вайзе(інші мови)
- 1957: Емануель Шпернер(інші мови)
- 1958: Готфрід Кете(інші мови)
- 1959: Віллі Рінов(інші мови)
- 1960: Вільгельм Маак(інші мови)
- 1961: Отт-Генріх Келлер(інші мови)
- 1962: Фрідріх Гірцебрух
- 1963: Вольфганг Гаак(інші мови)
- 1964–1965: Генріх Бенке
- 1966: Карл Штайн(інші мови)
- 1967: Вольфганг Франц(інші мови)
- 1968–1977: Мартін Барнер(інші мови)
- 1977: Гайнц Бауер(інші мови)
- 1978–1979: Герман Віттінг(інші мови)
- 1980–1981: Герд Фішер(інші мови)
- 1982–1983: Гельмут Вернер(інші мови)
- 1984–1985: Альбрехт Дольд(інші мови)
- 1986–1987: Вольфганг Шварц(інші мови)
- 1988–1989: Віллі Терніг(інші мови)
- 1990: Фрідріх Гірцебрух
- 1991–1992: Вінфрід Шарлау(інші мови)
- 1993–1994: Мартін Гретшель(інші мови)
- 1995–1997: Іна Керстен(інші мови)
- 1998–1999: Карл-Гайнц Гофман(інші мови)
- 2000–2001: Гернот Штрот(інші мови)
- 2002–2003: Петер Гріцманн(інші мови)
- 2004–2005: Гюнтер Вільденгайн(інші мови)
- 2006–2008: Гюнтер Циглер(інші мови)
- 2009–2010: Вольфганг Люк(інші мови)
- 2011–2012: Крістіан Бер(інші мови)
- 2013–2014: Юрг Крамер(інші мови)
- 2015–2016: Фолькер Бах(інші мови)
- 2017–2018: Міхаель Рекнер(інші мови)
- 2019–2020: Фрідріх Ґетце(інші мови)
- 2021–2022: Ілка Агрікола(інші мови)
- 2023–2024: Йоахім Ешер(інші мови)
- 2021–2022: Юрг Крамер(інші мови)